# カタトニア
カタトニア（Katatonia）は、ヨナス・レンクセとアンデシュ・ニーストロムを中心に、1991年にストックホルムにて結成されたスウェーデンのヘヴィメタル・バンド。
初期はマイ・ダイイング・ブライド、パラダイス・ロスト、アナセマと並びデス・ドゥームの先駆者的バンドだったが、近年はプログレッシヴな要素を強めるなどしている。

## メンバー

### 現在のメンバー
- ヨナス・レンクセ (Jonas Renkse) - リードボーカル、ギター、キーボード (1991年- )
かつては、ドラム、パーカッションも担当していた。
- アンデシュ・ニーストロム (Anders Nyström) - ギター、バッキングボーカル (1991年- )
デグレイデッドで活動するギタリストは同姓同名の別人。
- ローゲル・オイェション (Roger Öjersson) - ギター (2016年- )
- ニクラス・ニレ・サンディン (Niklas "Nille" Sandin) - ベース (2009年- )
- ダニエル・モヨ・モイラネン (Daniel "Mojjo" Moilanen) - ドラムス (2015年- )

### 旧メンバー
- フレドリック・ノース・ノルマン (Fredrik "North" Norrman) - ギター (1994年-1998年、1999年-2009年)、ベース (1998-1999年)
  - M.ノルマンとは実の兄弟。
- ペル・ソドマイザー・エリクソン (Per "Sodomizer" Eriksson) - ギター (2009年-2014年)
- ジェローム・ラ・ウシュ (Guillaume Le Huche) - ベース (1992年-1994年)
- ミカエル・オーレトフト (Mikael Oretoft) - ベース (1996年-1997年)
- マティアス・クリプタン・ノルマン (Mattias "Kryptan" Norrman) - ベース (1999年-2009年)
  - F.ノルマンとは実の兄弟。
- ダニエル・リリェクヴィスト (Daniel Liljekvist) - ドラムス、パーカッション (1999年-2014年)

### セッション・メンバー
- ダン・スワノ (Dan Swanö) - キーボード、ドラムス (1992年-1993年、1999年)
- ミカエル・オーカーフェルト (Mikael Åkerfeldt) - ボーカル (1996年-1997年)
- ケネス・エングルンド (Kenneth Englund) - ドラムス (1996年)
- フランク・デファールト (Frank Default) - キーボード、ストリングス、パーカッション (2006年)
- ブルース・スード (Bruce Soord) - ギター、キーボード、バッキングボーカル (2014年)
- JP・アスプルンド (JP Asplund) - パーカッション (2014年)

## ディスコグラフィ

### スタジオ・アルバム
- Dance of December Souls (1993年、No Fashion)
- 『ブレイブ・マーダー・デイ』 - Brave Murder Day (1996年、Avantgarde Music)
- Discouraged Ones (1998年、Avantgarde Music)
- Tonight's Decision (1999年、Peaceville)
- 『ラスト・フェア・ディール・ゴーン・ダウン』 - Last Fair Deal Gone Down (2001年、Peaceville)
- 『ヴィヴァ・エンプティネス』 - Viva Emptiness (2003年、Peaceville)
- 『グレイト・コールド・ディスタンス』 - The Great Cold Distance (2006年、Peaceville)
- 『ナイト・イズ・ザ・ニュー・デイ』 - Night Is the New Day (2009年、Peaceville)
- Dead End Kings (2012年、Peaceville)
- 『ザ・フォール・オブ・ハーツ』 - The Fall of Hearts (2016年、Peaceville)
- 『シティ・ベリアルズ』 - City Burials (2020年、Peaceville)
- 『スカイ・ヴォイド・オブ・スターズ』 - Sky Void of Stars (2023年、Napalm)
- Nightmares as Extensions of the Waking State (2025年)

### ライブ・アルバム
- Live Consternation (2007年、Peaceville)
- Last Fair Day Gone Night (2013年、Peaceville)
- Sanctitude (2015年、Kscope)
- The Great Cold Distance Live in Bulgaria with the Orchestra of State Opera - Plovdiv (2017年、Peaceville)
- Dead Air (2020年、Peaceville)

### コンピレーション・アルバム
- Brave Yester Days (2004年、Avantgarde Music)
- The Black Sessions (2005年、Peaceville)
- 『ディスローンド・アンド・アンクラウンド』 - Dethroned & Uncrowned (2013年、Kscope) ※リミックス
- Introducing Katatonia (2013年、Recall)
- Kocytean (2014年、Peaceville)
- 『ムネモシュニアン』 - Mnemosynean (2021年、Peaceville)

### デモ
- Rehearsal '91 (1991年)
- Rehearsal '92 (1992年)
- Jhva Elohim Meth (1992年)

### EP
- Jhva Elohim Meth... The Revival (1993年、VIC)
- For Funerals to Come... (1995年、Avantgarde Music)
- Sounds of Decay (1997年、Avantgarde Music)
- Saw You Drown (1998年、Avantgarde Music)
- Teargas EP (2001年、Peaceville)
- Tonight's Music (2001年、Peaceville)
- July (2007年、Peaceville)
- The Longest Year (2010年、Peaceville)

### シングル
- "Ghost of the Sun" (2003年)
- "My Twin" (2006年)
- "Deliberation" (2006年)
- "July" (2007年)
- "Day and Then the Shade" (2009年)
- "The Longest Year" (2010年)
- "Buildings" (2012年)
- "Lethean" (2012年)
- "Old Heart Falls" (2016年)
- "Serein" (2016年)
- "Shifts" (2016年)
- "Lacquer" (2020年)
- "Behind the Blood" (2020年)
- "The Winter of Our Passing" (2020年)
- "Atrium" (2022年)
- "Austerity" (2022年)